# Embraer - Gavião Peixoto
A Embraer - Gavião Peixoto é uma divisão de negócios da Embraer, com sede na cidade de Gavião Peixoto, município pertencente à Região Intermediária de Araraquara, interior do estado de São Paulo, Brasil.
Foi fundada em outubro de 2001 e está voltada principalmente para a produção de aeronaves militares, produzindo também componentes para aeronaves civis e realização de ensaios em voo.
Na unidade Gavião Peixoto, está também, desde o início de 2011, a Embraer Defesa e Segurança, unidade criada pela Embraer, que tem como foco o gerenciamento de projetos, produção e comercialização dos programas militares, como o do cargueiro Embraer C-390 Millennium (cuja denominação inicial era KC-390), um bimotor para transporte militar tático. A Embraer Defesa e Segurança também é responsável pelo gerenciamento da produção e modernização tecnológica de aeronaves militares como o EMB-314 (Super Tucano) e pela modernização dos caças AMX e Northrop F5. 
Para produzir o C-390 Millennium, a Embraer construiu 30 mil metros quadrados de hangares na unidade de Gavião Peixoto. Até outubro de 2014, o programa havia gerado 1 500 empregos diretos e outros 7 500 indiretos.

## Produtos
- Componentes para as aeronaves Embraer 190 e Embraer 195;
- Embraer Phenom e Embraer Legacy;
- Embraer EMB-314 Super Tucano;(EDS)
- Modernização do caça Northrop F5;(EDS)
- Modernização do caça AMX;(EDS)
- Embraer C-390 Millennium;(EDS)
- Atividades de ensaios em voo das aeronaves Embraer.

EDS: Atividades gerenciadas pela Embraer Defesa e Segurança